# Jelka Cvetežar
Jelka Cvetežar; slovenska pevka zabavne glasbe, *  24. maj 1931, Ljubljana, † 25. april 2002, Ljubljana.
Jelka Cvetežar je začela prepevati v mladinskem pevskem zboru Slovenske filharmonije, kasneje pa je bila tudi članica komornega zbora Slovenske filharmonije in Radia Ljubljana. 
Bila je naša prva "zvezda" zabavne glasbe. Bila je odlična pevka, še posebej je izstopala zaradi svoje izjemne dikcije. Prepevala in posnela je več odličnih in kvalitetnih pesmi, eni izmed najboljših sta; Tuj obraz skladatelja Boris Kovačič, ki jo je nepozabno izvedla na festivalu Slovenske popevke 1963 in Črni klavir skladatelja Mojmir Sepe.
Precej je sodelovala tudi na Opatijskih festivalih (Cesta bela, Domov bi šel, Jutro na planini...).

## Diskografija

### Albumi
- Neizpolnjena želja (2005)